# Władysław Sergiusz Kazanowicz
Władysław Sergiusz Kazanowicz (ur. 13 lutego?/26 lutego 1915 w Mohylewie, zm. 1 lutego 1969 we Wrocławiu) – polski bibliofil i bibliotekarz–amator, prowadzący w latach 1945–1969 największą prywatna bibliotekę we Wrocławiu – „Książka na Śląsk”.

## Życiorys
Urodził się w polskiej rodzinie ziemiańskiej w Mohylewie, miejscowości, która po odzyskaniu przez Polskę niepodległości w roku 1918 znalazła się poza jej granicami. Rodzina Kazanowiczów przeniosła się więc do Krakowa, gdzie w roku 1934 Władysław zdał maturę w Gimnazjum św. Jacka, a następnie podjął studia prawnicze na Uniwersytecie Jagiellońskim. Już od wczesnej młodości Kazanowicz cały swój wolny czas poświęcał książkom, nieustannie poszerzając swoje zbiory bibliofilskie. W roku 1945 zapragnął utworzyć prywatną bibliotekę, w której udostępniałby czytelnikom zgromadzone przez siebie książki. Ze względu na fakt że Kraków był miastem w którym nie brakowało dobrze wyposażonych bibliotek, do realizacji swoich zamiarów postanowił wybrać inne miasto, w którym zapotrzebowanie czytelników na książki byłoby większe. Początkowo planował utworzenie biblioteki w Katowicach, jednak ostatecznie wybrał Wrocław, dokąd przybył wraz ze swoimi liczącymi wówczas kilka tysięcy woluminów zbiorami, w dniu 26 września 1945. Prywatna biblioteka Kazanowicza mieściła się początkowo w kamienicy pod numerem 50 w Rynku, otrzymała nazwę Książka na Śląsk. Prowadzenie biblioteki nie było zajęciem dochodowym, a wpływy z abonamentów jakie musieli opłacać czytelnicy nie pokrywały kosztów prowadzenia biblioteki i stałego powiększania zbiorów, któremu Kazanowicz bezustannie się poświęcał. Biblioteka nie mogła też liczyć na pomoc władz miejskich, które traktowały ją jako prywatne przedsiębiorstwo a nie instytucję kulturalną. Z powodu kłopotów finansowych Książka na Śląsk czterokrotnie zmieniała adres, w roku 1950 przeniesiono ją do kamienicy w Rynku 14, w roku 1951 do Rynku 44, dwa lata później zmieniła siedzibę na Igielną 17, a od roku 1955 ostateczną lokalizacją była kamienica przy placu Solnym pod numerem 11. Biblioteka Kazanowicza była prowadzona przez niego w charakterystyczny sposób, przez dłuższy czas nie posiadała katalogu, a opracowany w latach późniejszych był prowadzony całkowicie po amatorsku, niezgodnie z zasadami obowiązującymi w bibliotekoznawstwie. Była ona również miejscem spotkań towarzyskich, studentów, artystów i przedstawicieli różnych środowisk Wrocławia. Jednym ze stałych czytelników zbiorów Kazanowicza był mieszkający wówczas we Wrocławiu wraz z matką nastoletni Marek Hłasko.
Władysław Sergiusz Kazanowicz swoje zbiory zapisał w testamencie bibliotece Osssolineum. W roku 1969, po jego śmierci i dokładnym podliczeniu księgozbioru okazało się, że liczył on 45287 woluminów, z tej liczby 15000 sztuk jako książki zniszczone i zaczytane przekazano na makulaturę, resztę podzielono między Ossolineum i sześć innych mniejszych bibliotek. Dokładnej liczby książek zgromadzonych przez Kazanowicza nie da się ustalić, ze względu na to że wiele z nich zaginęło lub zostało skradzionych, a przez długi czas właściciel nie prowadził ich ewidencji.
Władysław Sergiusz Kazanowicz został pochowany na cmentarzu św. Wawrzyńca przy ulicy Bujwida.